# Pavlos Charalambidis
Pavlos Charalambidis (griechisch Παύλος Χαραλαμπίδης, * 9. November 1979) ist ein griechischer Badmintonspieler.

## Karriere
Pavlos Charalambidis wurde 1995 erstmals griechischer Meister, wobei er sowohl die Einzel- als auch die Doppelkonkurrenz gewinnen konnte. Neun weitere nationale Titel folgten bis 2004. Mehrere Male nahm er an den Badminton-Weltmeisterschaften teil und stand sowohl in Zypern als auch in Griechenland bei den internationalen Titelkämpfen mehrfach auf dem Siegerpodest.

## Sportliche Erfolge
| Saison | Veranstaltung                         | Disziplin    | Platz | Name                                       |
| ------ | ------------------------------------- | ------------ | ----- | ------------------------------------------ |
| 1991   | Weltmeisterschaft                     | Herrendoppel | 33    | Pavlos Charalambidis / Kevin Scott         |
| 1994   | Griechenland: Einzelmeisterschaften   | Herreneinzel | 1     | Pavlos Charalambidis                       |
| 1994   | Griechenland: Juniorenmeisterschaften | Herrendoppel | 1     | Pavlos Charalambidis / Kehlimbaris         |
| 1995   | Griechenland: Juniorenmeisterschaften | Herrendoppel | 1     | Pavlos Charalambidis / Kehlimbaris         |
| 1995   | Griechenland: Einzelmeisterschaften   | Herreneinzel | 1     | Pavlos Charalampidis                       |
| 1995   | Griechenland: Einzelmeisterschaften   | Herrendoppel | 1     | Pavlos Charalampidis / Kexlimparis         |
| 1995   | Griechenland: Juniorenmeisterschaften | Herreneinzel | 1     | Pavlos Charalambidis                       |
| 1995   | Griechenland: Juniorenmeisterschaften | Mixed        | 1     | Pavlos Charalambidis / Constantina Katsani |
| 1996   | Griechenland: Juniorenmeisterschaften | Herreneinzel | 1     | Pavlos Charalambidis                       |
| 1996   | Griechenland: Juniorenmeisterschaften | Mixed        | 1     | Pavlos Charalambidis / Papaevangelou       |
| 1996   | Griechenland: Einzelmeisterschaften   | Herreneinzel | 1     | Pavlos Charalampidis                       |
| 1996   | Griechenland: Einzelmeisterschaften   | Herrendoppel | 1     | Pavlos Charalampidis / Kexlimparis         |
| 1997   | Griechenland: Juniorenmeisterschaften | Herreneinzel | 1     | Pavlos Charalambidis                       |
| 1997   | Griechenland: Juniorenmeisterschaften | Mixed        | 1     | Pavlos Charalambidis / Constantina Katsani |
| 2001   | Weltmeisterschaft                     | Herrendoppel | 33    | Pavlos Charalambidis / Christos Tsartsidis |
| 2002   | Griechenland: Einzelmeisterschaften   | Mixed        | 1     | Pavlos Charalambidis / Anna Charalambidou  |
| 2002   | Griechenland: Einzelmeisterschaften   | Herreneinzel | 1     | Pavlos Charalambidis                       |
| 2002   | Griechenland: Einzelmeisterschaften   | Herrendoppel | 1     | Pavlos Charalambidis / Christos Tsartsidis |
| 2003   | Griechenland: Einzelmeisterschaften   | Herreneinzel | 1     | Pavlos Charalambidis                       |
| 2003   | Griechenland: Einzelmeisterschaften   | Herrendoppel | 1     | Pavlos Charalambidis / Christos Tsartsidis |
| 2003   | Weltmeisterschaft                     | Herrendoppel | 33    | Pavlos Charalambidis / Christos Tsartsidis |
| 2004   | Griechenland: Einzelmeisterschaften   | Herreneinzel | 1     | Pavlos Charalambidis                       |
| 2004   | Griechenland: Einzelmeisterschaften   | Herrendoppel | 1     | Pavlos Charalambidis / Christos Tsartsidis |